# Culinary Institute of America

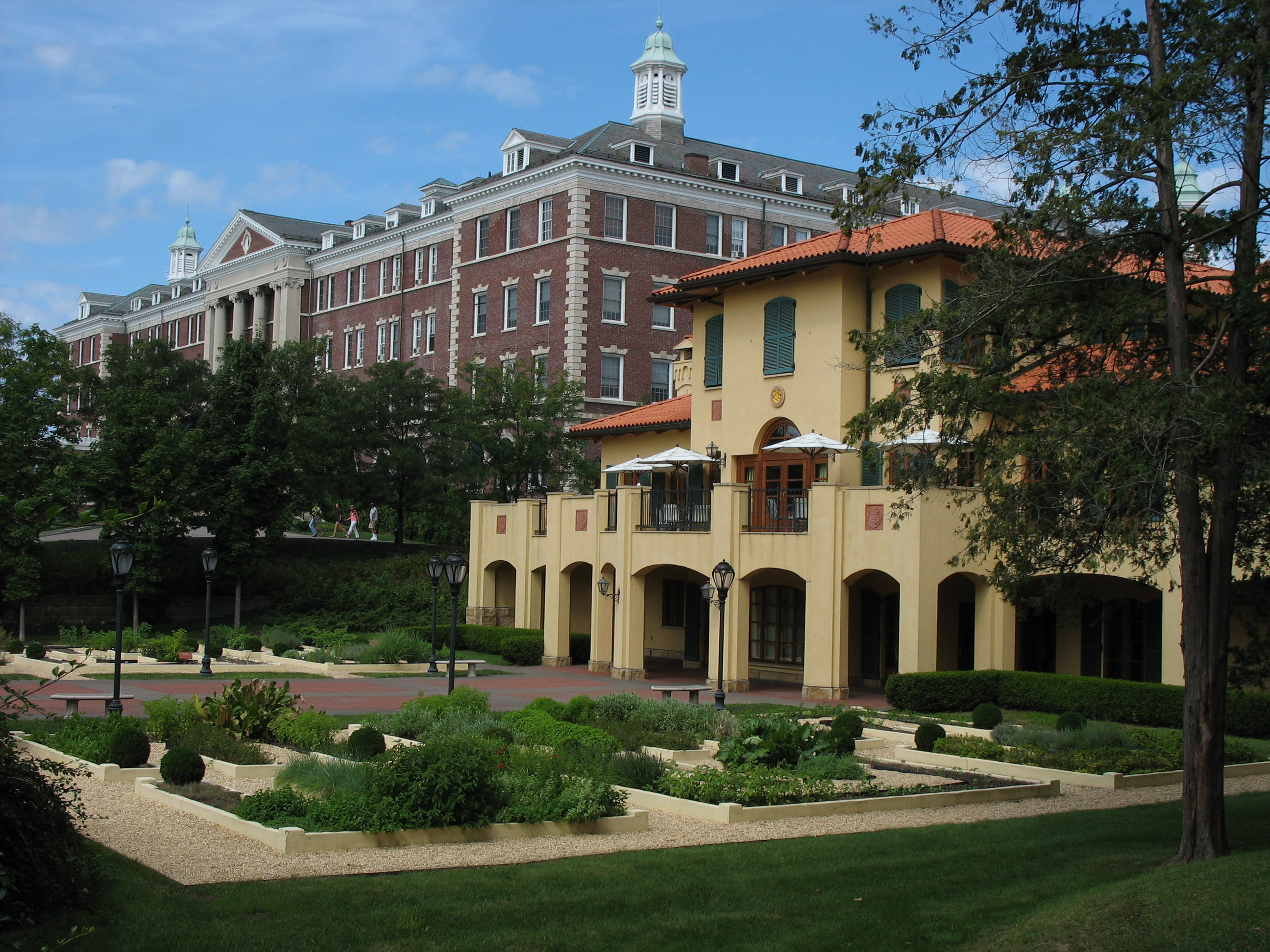
CIA Campus im Hyde Park

Das Culinary Institute of America, kurz CIA, ist eine Schule für die Gastronomie in New York, USA.
Sie wurde 1946 gegründet und zählt zu den renommiertesten Kochschulen weltweit. Aufgrund ihres großen Erfolges wurde 1995 eine zweite Schule (CIA Greystone) in St. Helena (Kalifornien) eröffnet, heute gibt es insgesamt vier Studienorte. Insgesamt werden jährlich etwa 2800 Studenten unterrichtet. Eine dreijährige Ausbildung kostet rund 50.000 US-Dollar Studiengebühr.

## Geschichte
Gegründet wurde die Schule unter dem Namen „New Haven Restaurant Institute“ mit 50 Studenten und drei Lehrern. Die Gründerinnen Frances Roth und Katharine Angell konnten bereits 1947 in ein größeres Gebäude nahe der Yale-Universität umziehen, 1951 erhielt die Schule ihren heutigen Namen. Nachdem die Zahl der Studenten auf über 1000 gestiegen war, siedelte die Schule 1972 an ihren heutigen Standort, ein ehemaliges Jesuiten-Seminar in Hyde Park (New York). 1981 wurde die Schule die einzige Einrichtung, die das Meisterkoch-Zertifikat der American Culinary Federation vergeben darf.

## Gegenwart
Die Studenten haben die Wahl zwischen einer Ausbildung zum Koch, Bäcker, Konditor oder Pâtissier. Der Abschluss „Bachelor of Culinary Arts“ wird in der internationalen Gastronomie geschätzt. Für Schüler mit Berufserfahrung (mindestens vier Jahre) besteht ebenso die Möglichkeit, einen verkürzten Abschluss zu erhalten. Um eine Zulassung zu erhalten, müssen sechs Monate Erfahrung in der Gastronomie vorgewiesen werden, außerdem sieht jedes Programm ein Betriebspraktikum von 18 Monaten vor. Ausgelernte Fachkräfte haben die Möglichkeit, einen Abschluss, ähnlich dem deutschen Meister zu erwerben.
Ausgebildet werden die Studenten von 140 Fachlehrern in 40 Versuchsküchen. Öffentliche Restaurants und Cafés der Schulen bieten den Schülern die Möglichkeit, in der Küche und im Service Erfahrungen zu sammeln.
Auf dem New York-Campus unterhält die Schule drei Restaurants (American Bounty Restaurant, Ristorante Caterina de’ Medici, und The Bocuse Restaurant [ehem. Escoffier Restaurant]) und zwei Cafés (St. Andrew’s Café und Apple Pie Bakery Café). Auf dem St. Helena-Campus befindet sich das Restaurant (Wine Spectator Restaurant) und ein Café (Café by illy)
Beim Texas-Campus sind zwei Cafés (CIA Bakery Café und Nao – New World Flavors – lateinamerikanische Küche –) angesiedelt.
Das vom CIA gegründete „Food & Beverage Institute“ (FBI) vertreibt Videos und Bücher sowie Arbeitsgeräte und Ausrüstung, nicht nur an Schüler.

### Augie-Preis
2007 rief die CIA zu Ehren des französischen Chefkochs Auguste Escoffier den Preis Augie ins Leben. Jährlich werden damit führende Persönlichkeiten aus dem Bereich der Gastronomie ausgezeichnet, die Escoffiers Eigenschaften Exzellenz, Kreativität und Professionalität in sich vereinen. Preisträger waren 2022 Maneet Chauhan (Absolvent 2000), Jessica B. Harris, Enrique Olvera (Absolvent 1999), Pedro Miguel Schiaffino (Absolvent 1997), Roy Yamaguchi (Absolvent 1976) und Jungsik Yim (Absolvent 2005).

### Alumni
Einer der bekanntesten  ehemaligen Schüler war der Koch und Autor Anthony Bourdain. Der Absolvent Dan Coudreaut, bester seines Jahrgangs (1995), ist seit 2004 als Küchenmeister Abteilungsleiter für kulinarische Innovation (Executive Chef and Director of Culinary Innovation)  bei McDonald’s.